# Cathédrale Saint-Charalambos de Marioupol
La cathédrale Saint-Charalambos de Marioupol aussi l'église de Aghios Charalambos de Marioupol était une cathédrale de style néo-classique située au cœur de la ville de Marioupol en Ukraine. Construite entre 1823 et 1845, elle fut détruite en 1934 et a aujourd’hui entièrement disparu, tout comme sa voisine l'ancienne cathédrale Saint-Charalambos de Marioupol, construite entre 1780 et 1782 et détruite en 1934,,,,,,,.

## En images

ancienne Cathédrale Saint-Charalambos
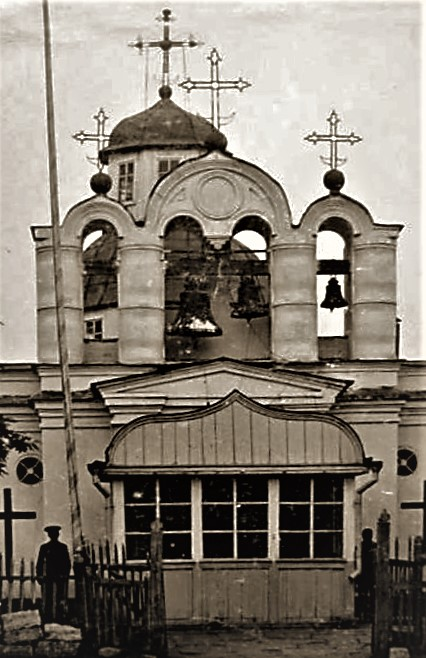
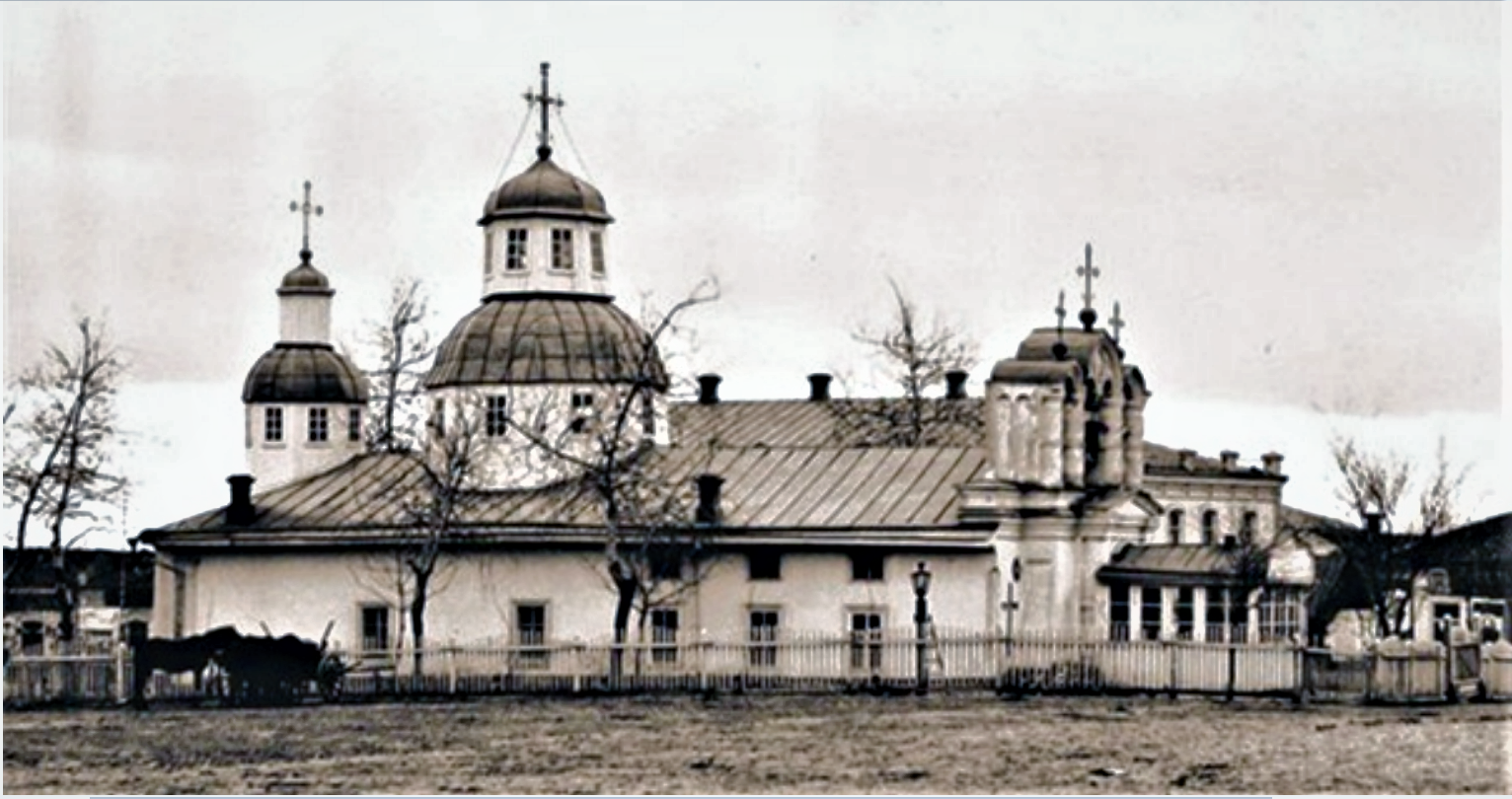

nouvelle Cathédrale Saint-Charalambos
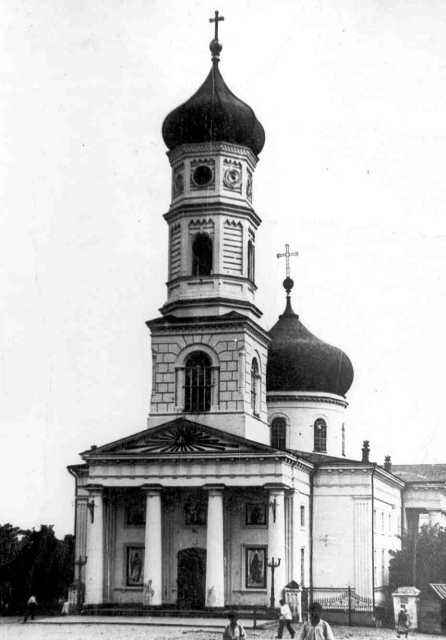
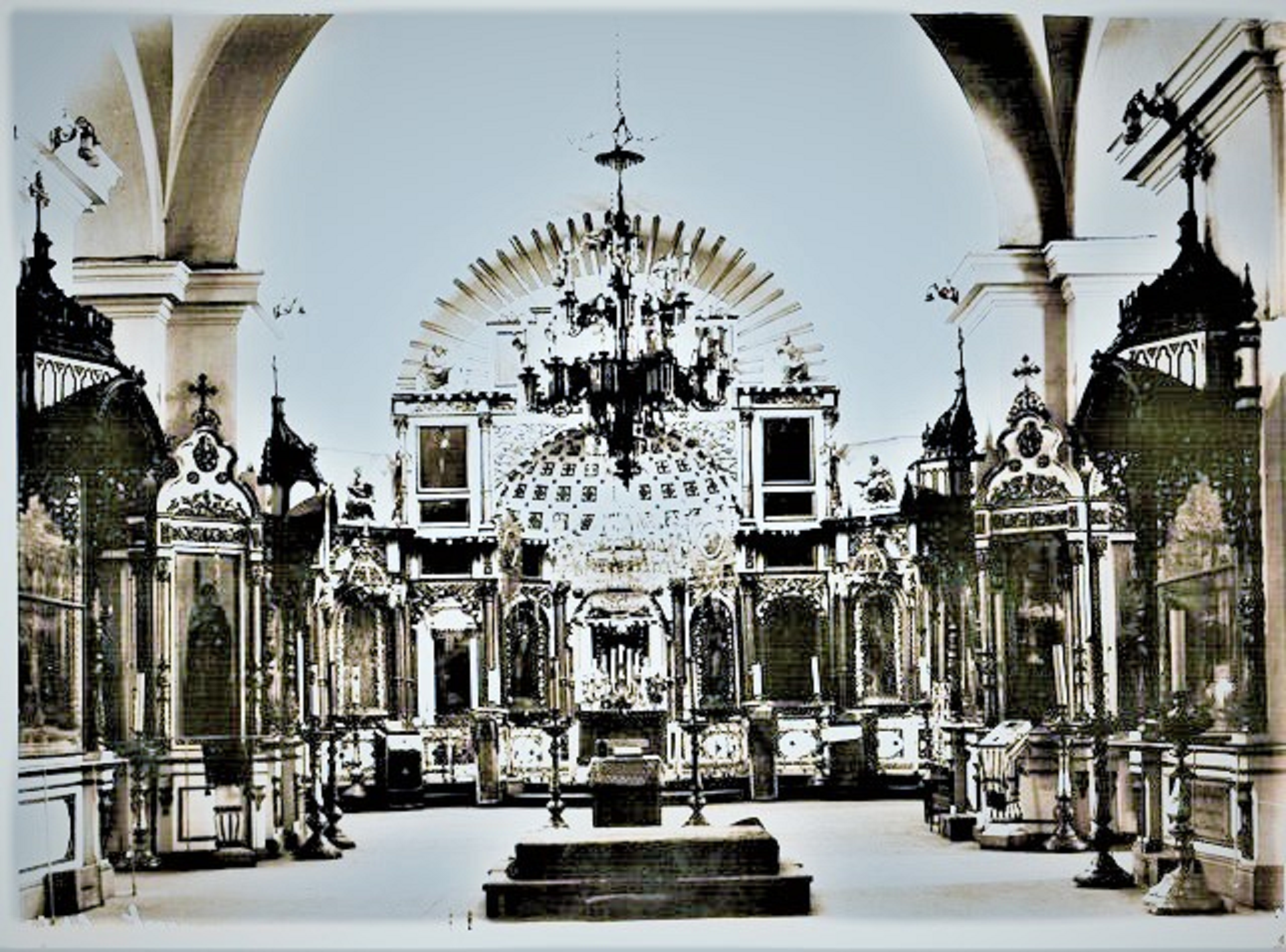